# Hazel Keener
Hazel Keener (Fairbury, Illinois, 22 de octubre de 1904 - Pacific Grove, California, 7 de agosto de 1979) fue una actriz cinematográfica estadounidense.

## Biografía
Se educó en Davenport (Iowa). Keener ganó un concurso nacional de belleza patrocinado por el Chicago Tribune, y este trofeo le sirvió para iniciar una carrera cinematográfica en Hollywood. En 1923 Hazel fue seleccionada como la mujer más atractiva de la capital del cine, Hollywood. Como homenaje a la belleza de Keener, el escultor Finn Haaken Frolich esculpió un busto suyo para el club Norse. Fue elegida como una de las WAMPAS Baby Stars de 1924.
Su carrera duró de 1922 a 1956. Su primer papel de importancia llegó con la comedia de Harold Lloyd The Freshman (1925). A finales de los años veinte tenía una gran actividad, participando en películas como The Gingham Girl (1927), Whispering Sage (1927), The Silent Partner (1927), y Vanishing Hoofs (1926). En los años treinta, cuarenta e inicios de los cincuenta Keener tuvo pequeños papeles en unas veinte películas. También actuó en televisión con interpretaciones en episodios de las series Judge Roy Bean (1956) y Hopalong Cassidy (1954).
Hazel Keener falleció en 1979 en Pacific Grove, California, a causa de un ataque cardiaco.